# Агно
Агно́, также Агено (фр. Haguenau, эльзас. Hàwenau, нем. Hagenau — Хагенау или устар. Гагенау) — город, коммуна и супрефектура на северо-востоке Франции в регионе Гранд-Эст (бывший Эльзас — Шампань — Арденны — Лотарингия), департамент Нижний Рейн, округ Агно-Висамбур, кантон Агно.

## История
Свою историю Агно ведет с 1115 года, когда герцог Швабии Фридрих II повелел построить замок на одном из островков Модера, а меньше полувека спустя выросшая вокруг крепости деревня получила городские права. В конце XII столетия именно здесь состоялся суд над плененным по дороге в Англию Ричардом Львиное Сердце (короля приговорили к заключению вплоть до выплаты выкупа). Расцвет начался во времена правления Рудольфа I Габсбурга, сделавшего Агно столицей всех своих эльзасских владений. Вскоре, в 1354 году, император Священной Римской империи Карл IV создал в Эльзасе союз десяти торговых городов — Декаполис, а право называться столицей десятиградия досталось Агно, который оставался ею на протяжении нескольких столетий, вплоть до распада объединения в 1679 году.

Город Агно известен в военной истории событиями, происходившими во время Тридцатилетней войны, Второй англо-голландской войны, Войны за испанское наследство, революционных войн и франко-прусской войны.

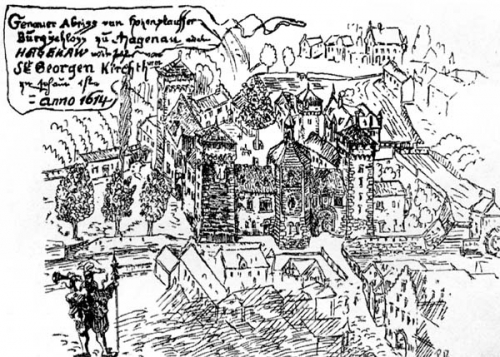
Агно в 1614 году

Во время Тридцатилетней войны город не раз брали шведы, имперцы и французы; но, по Вестфальскому миру, он был отдан Франции.
Во время обороны Эльзаса в 1674 году маршал Анри де Ла Тур д’Овернь Тюренн в своих действиях опирался на Агно. В 1675 году, после битвы при Альтенгейме, Раймунд Монтекукули осадил город, но приближение принца Конде вынудило его отойти к Саверну.
Во время войны за испанское наследство город несколько раз с боями переходил из рук в руки. В 1705 году, имея небольшой гарнизон, он был осажден имперцами, при чём, через девять дней после начала осады, французский комендант де-Пери с большей частью гарнизона ночью покинул крепость, и имперцы ею завладели, но де-Пери прибыл в Саверн и, получив там подкрепление, вернулся, сам осадил имперцев и через два дня взял назад крепость, пленив около 3000 солдат. В 1706 году Агно осадил Виллар и через восемь дней взял цитадель.
В 1793 году город играл важную роль, служа как бы осью действий французов после очищения оборонительной линии на Лаутере: после взятия союзниками Висамбура Рейнская армия отступила в ночь на 14 октября к Агно. Но дальнейшее движение Вурмзера заставило её отступить за реку Суффель, и 18 октября город был занят союзниками. В декабре они оставили его после поражения и отступили за Рейн.
К началу франко-прусской войны крепость практически потеряла своё военно-стратегическое значение. В начале войны город находился в районе развертывания французской армии, и известен разведрейд 5 августа силами 4-й прусской кавалерийской дивизии. После боя под Вертом баденцы через 2 дня заняли Арно почти без сопротивления.

## Географическое положение
Город (коммуна, супрефектура — административный центр одноимённого кантона и округа Агно-Висамбур) располагается в Эльзасе, в 28 км к северу от Страсбурга (префектуры).
Площадь коммуны — 182,59 км², население — 34 891 человек (2006) с тенденцией к стабилизации: 34 419 человек (2013), плотность населения — 188,5 чел/км².
К относительно большой площади коммуны относится лес Агно (138 км²), расположенный к северу от города.

## Население
Население коммуны в 2011 году составляло 34 619 человек, в 2012 году — 34 406 человек, а в 2013-м — 34 419 человек. Наконец, после нескольких лет стагнации численность населения снова растет и в 2020 году достигнет 35 448 человек.
| 1962  | 1968  | 1975  | 1982  | 1990  | 1999  | 2006  | 2008  | 2011  | 2012  | 2013  | 2016  | 2020  |
| ----- | ----- | ----- | ----- | ----- | ----- | ----- | ----- | ----- | ----- | ----- | ----- | ----- |
| 20457 | 22944 | 25147 | 26629 | 27675 | 32242 | 34891 | 35144 | 34619 | 34406 | 34419 | 34460 | 35448 |

Динамика населения:

## Экономика
В 2010 году из 23 115 человек трудоспособного возраста (от 15 до 64 лет) 17366 были экономически активными, 5749 — неактивными (показатель активности 75,1 %, в 1999 году — 74,2 %). Из 17 366 активных трудоспособных жителей работали 15 430 человек (8466 мужчин и 6964 женщины), 1936 числились безработными (924 мужчины и 1012 женщин). Среди 5749 трудоспособных неактивных граждан 1931 были учениками либо студентами, 1659 — пенсионерами, а ещё 2159 — были неактивны в силу других причин.
В городе, находящемся вблизи границы с Германией, размещено производство немецкой компании Siemens. В 2012 году компания перенесла в Агно технологическую линию, прежде находившуюся в Хорватия. На площади в 32 000 м2 производятся промышленные газоанализаторы и преобразователи. По состоянию на 2016 год, 97 % производимой компанией в Агно продукции идёт на экспорт.

## Уроженцы
- Эдуард Штадтлер (1886—1945) — немецкий ультраправый политик, основатель Антибольшевистской лиги.
- Себастьян Лёб (1974) — гонщик WRC, 9-кратный чемпион мира по ралли.
- Лоран Уитц (1975) — французский мультипликатор, обладатель Оскара-2014.

## Достопримечательности (фотогалерея)

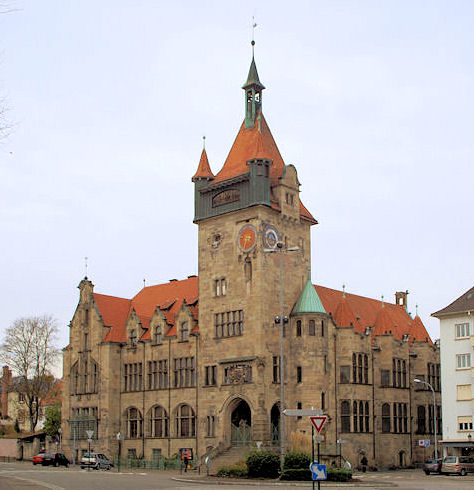
Исторический музей (1904)
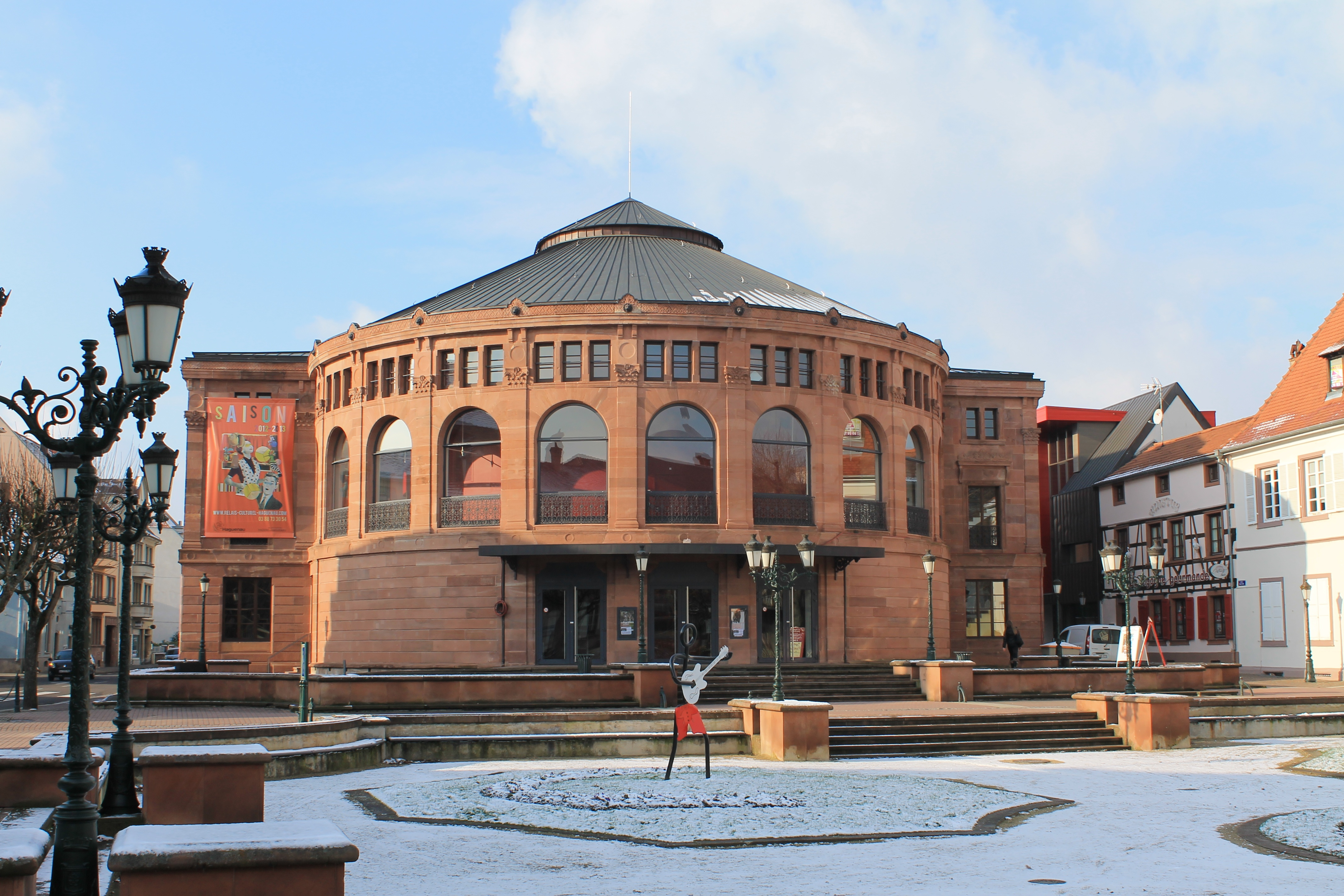
Здание муниципального театра (1846)